# Vasant Rai
Vasant Rai nació en París en 1942 y falleció en Unjha (Guyarat), en 1985. Fue un destacado intérprete de música tradicional de la India, especialmente como virtuoso del Sarod, instrumento típico de India, Irán y Afganistán. Nació en París, Francia, aunque estudiaría música en la India. 
Rai fue el último estudiante del maestro Allauddin Khan, quien es más conocido como el profesor de Ravi Shankar. Vasant Rai tocaba varios instrumentos, además del sarod, como guitarra, flauta, violín, sitar, etcétera. El sarod de Vasant Rai fue un regalo de su maestro-gurú Allauddin Khan. Este instrumento fue hecho por el hermano pequeño de Allauddin Khan, Ayet Ali Khan, en la década de 1930. Al igual que el sitar, el sarod es un delicado y altamente sofisticado instrumento que es muy difícil de dominar a altos niveles.
Rai había estado viajando a los Estados Unidos desde que era un adolescente, hasta que finalmente se instaló en New York, en 1969. Vivió principalmente en el área de Greenwich Village y también por un breve tiempo en el Hotel Chelsea cuando no estaba de gira profesional. Durante los primeros años de la década de 1980, Rai y el flautista de jazz Herbie Mann tocaron juntos en vivo los fines de semana, llenando locales nocturnos como Bottom Line y Village Gate. 

## Pedagogía
Desde 1969 hasta 1985 dirigió la Alam School of Music en The Greenwich Village. Alla Rakha, Mahapurush Misra y Shamta Prasad habitualmente le acompañaron con la tabla. Vasant Rai enseñó a muchos músicos occidentales, como George Harrison, John Coltrane, Collin Walcott y otros destacados personajes del rock y el jazz. También se dedicó a la enseñanza musical de destacados intérpretes de música clásica de la India, como los sarodistas Ashok Roy, Pradeep Barot y Stephen James, y los sitaristas Amya Das Gupta y Shamim Khan. 

## Discografía

### Discos oficiales
- Spring Flowers, Con el grupo Oregon, 1976 (Vanguard)
- Autumn Song, Con el grupo Oregon, 1978 (Vanguard)
- Ragas of Meditation and Happiness (Vanguard)
- Evening Ragas (Vanguard)
- The Wisdom and Music of India (Jhankar)
- The Splendor of The Sarod (Oriental)
- Vasant Rai and Alla Rakha (EMI)
- Morning Ragas (HMV)

### No oficiales
- Vasant Rai (sarod) con Ananda Gopal Bandopadhyay (tabla) y Kokila Rai (tanpura). Live at Washington Square Church, New York, 1981. Nagra recording by Raga Records